# میاسیشف
دفتر طراحی آزمایشگاه میاسیشف (به روسی: Экспериментальный Машиностроительный Завод им. В. М. Мясищева) یا OKB-23، تأسیس شده در سال ۱۹۵۱ توسط ولادیمیر میاسیشف، یکی از دفاتر طراحی ارشد هوافضا شوروی تا زمان انحلال آن در سال ۱۹۶۰ بود. در سال ۱۹۶۷، ولادیمیر میاسیشف انیستیتو مرکزی آیروهیدرودینامیک را ترک کرد و دفترش را بازسازی کرد، که هنوز هم تا کنون وجود دارد. در سال ۲۰۰۳، نیروی کار دفتر آن تقریباً یک هزار نفر تخمین زده شده‌است. میاسیشف و NPO Molniya قصد دارند از هواپیمای میاسیشف وی‌ام-تی برای پیشران پرواز زیر مداری استفاده کنند.